# Acharagma
Acharagma (N.P.Taylor) Zimmerman ex Glass è un genere di piante succulente della famiglia delle Cactacee, diffuso nel Messico settentrionale.

## Tassonomia
Il genere comprende due sole specie:
- Acharagma aguirreana (Glass & R.A.Foster) Glass
- Acharagma roseana (Boed.) E.F.Anderson